# 古城弥二郎
古城 弥二郎（こじょう やじろう、1857年2月20日〈安政4年1月26日〉 - 1912年（明治45年）1月22日）は、明治時代の日本の行政官。熊本県八代郡長として郡築干拓事業を推進し、地域の農業発展と教育振興に尽力したことで知られる。

## 来歴
現在の熊本県に生まれる。若年期より官吏としての道を歩み、警察官として九州各地を歴任後、熊本県下益城郡・玉名郡・八代郡の郡長を務めた。
1899年（明治32年）、八代郡長に再任されると、郡築干拓事業を開始する。八代海の沿岸を干拓し、約1,000ヘクタールに及ぶ農地を造成する大規模事業を指揮した。この事業は1904年（明治37年）に完了し、八代地域の農業基盤を大きく強化した。
1907年（明治40年）、干拓地で暮らす児童の教育機会を確保するため、古城は郡築私立尋常小学校（現・八代市立郡築小学校）を創設した。校舎は干拓事務所の建物を転用し、地域住民の寄付によって運営された。
1912年（明治45年）に没した。
その功績は地元で顕彰され、八代市郡築地域では彼の名前を冠した碑や墓所が残されている。また、彼の生涯と業績は、熊本県の中学校道徳教材『さよならの写真』でも取り上げられ、地域に貢献した偉人として紹介されている。